# Ніколя Жанв'є
Ніколя Жанв'є (фр. Nicolas Janvier, нар. 11 серпня 1998, Сен-Мало) — французький футболіст, півзахисник клубу «Віторія» (Гімарайнш).

## Клубна кар'єра
Народився 11 серпня 1998 року в місті Сен-Мало. У вісім років гравцем зацікавилися в Академії «Ренна», де він незабаром і опинився. Випустившись з неї, Ніколя підписав свій перший контракт з клубом і продовжив виступати за другу команду, паралельно залучаючись до тренувань з основною. 11 грудня 2015 року він дебютував у Лізі 1, замінивши Хуана Кінтеро у другому таймі поєдинку з «Каном». Всього в сезоні 2015/16 провів за «Ренн» три матчі. Загалом за чотири роки відіграв за основний склад команди з Ренна 11 матчів у національному чемпіонаті.
Розірвавши в червні 2019 контракт з «Ренном» за обопільною згодою, у серпні 2019 Жанв'є підписав угоду з португальською «Віторією» (Гімарайнш). Станом на 21 листопада 2019 виступав лише за другу команду.

## Виступи за збірні
2013 року дебютував у складі юнацької збірної Франції, взяв участь у 50 іграх на юнацькому рівні, відзначившись 16 забитими голами. З командою до 17 років у 2015 році став переможцем юнацького чемпіонату Європи, зігравши на турнірі в чотирьох зустрічах. Ця перемога дозволила команді зіграти і на чемпіонаті світу 2015 року серед юнацьких команд, де французи вилетіли на стадії 1/8 фіналу.
З 2017 року залучався до складу збірної Франції U-20. На молодіжному рівні зіграв у 3 офіційних матчах.

## Статистика виступів

### Статистика клубних виступів
| Сезон             | Команда           | Чемпіонат         | Чемпіонат | Чемпіонат | Національний кубок | Національний кубок | Національний кубок | Континентальні кубки | Континентальні кубки | Континентальні кубки | Інші змагання | Інші змагання | Інші змагання | Усього | Усього | Усього |
| Сезон             | Команда           | Ліга              | Ігор      | Голів     | Ліга               | Ігор               | Голів              | Ліга                 | Ігор                 | Голів                | Ліга          | Ігор          | Голів         | Ігор   | Голів  |        |
| ----------------- | ----------------- | ----------------- | --------- | --------- | ------------------ | ------------------ | ------------------ | -------------------- | -------------------- | -------------------- | ------------- | ------------- | ------------- | ------ | ------ | ------ |
| 2015–16           | «Ренн»            | Л1                | 3         | 0         | КФ+КЛ              | 1+0                | 0                  |                      | -                    | -                    |               | -             | -             | 4      | 0      |        |
| 2016–17           | «Ренн»            | Л1                | 4         | 0         | КФ+КЛ              | 0+2                | 0                  |                      | -                    | -                    |               | -             | -             | 6      | 0      |        |
| 2017–18           | «Ренн»            | Л1                | 3         | 0         | КФ+КЛ              | 0+1                | 0                  |                      | -                    | -                    |               | -             | -             | 4      | 0      |        |
| 2018–19           | Л1                | 1                 | 0         | КФ+КЛ     | 0+0                | 0                  | ЛЄ                 | -                    | -                    |                      | -             | -             | 1             | 0      |        |        |
| Усього за кар'єру | Усього за кар'єру | Усього за кар'єру | 11        | 0         |                    | 4                  | 0                  |                      | -                    | -                    |               | -             | -             | 15     | 0      |        |

## Титули і досягнення
- Володар Кубка Франції (1):

«Ренн»: 2018-19
Збірні
- Чемпіон Європи (U-17): 2015